# Lonicera setifera
Lonicera setifera är en kaprifolväxtart som beskrevs av Adrien René Franchet. Lonicera setifera ingår i släktet tryar, och familjen kaprifolväxter. Inga underarter finns listade i Catalogue of Life.